# Berlin-Friedrichsfelde

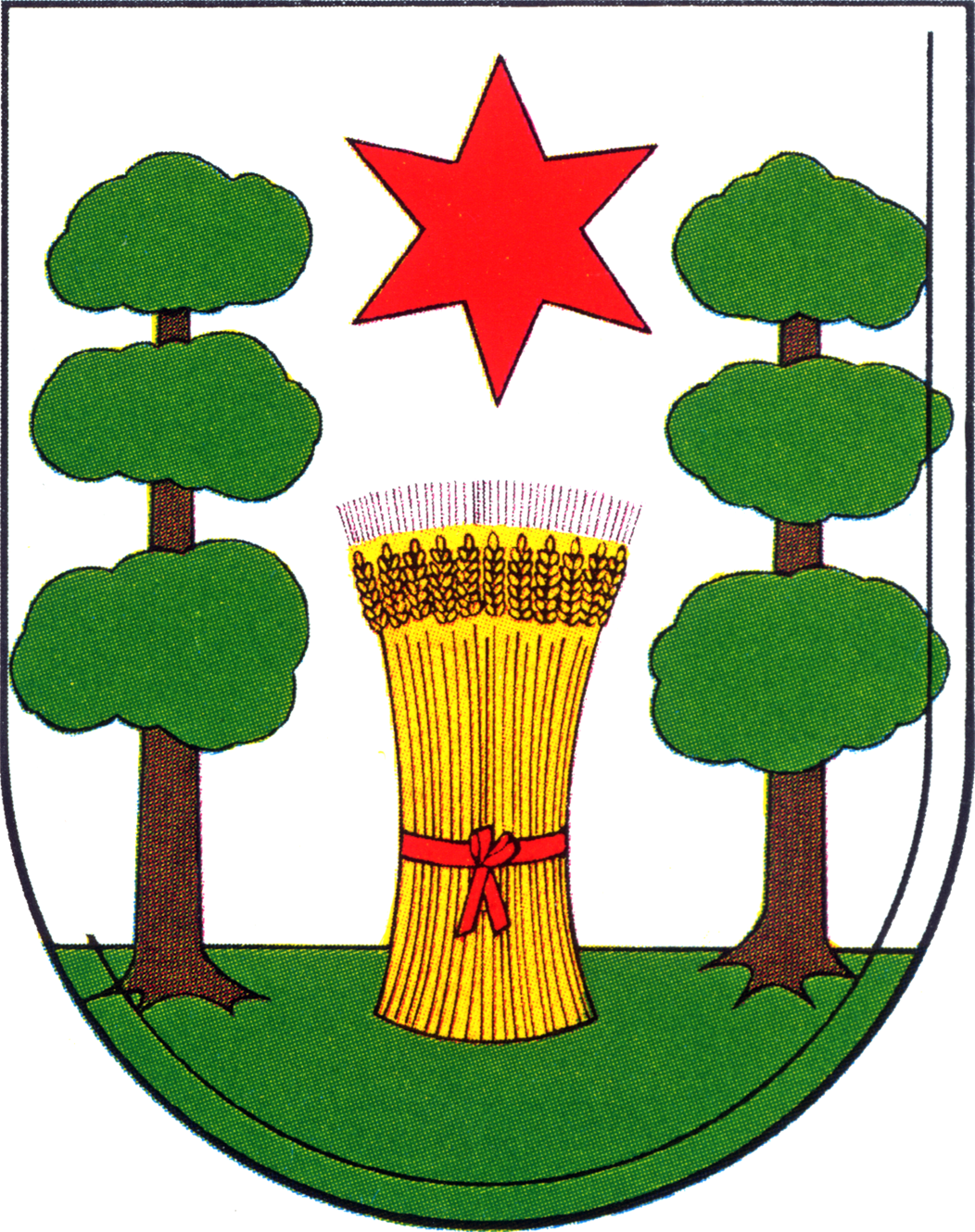
Wappen des Ortsteils Friedrichsfelde

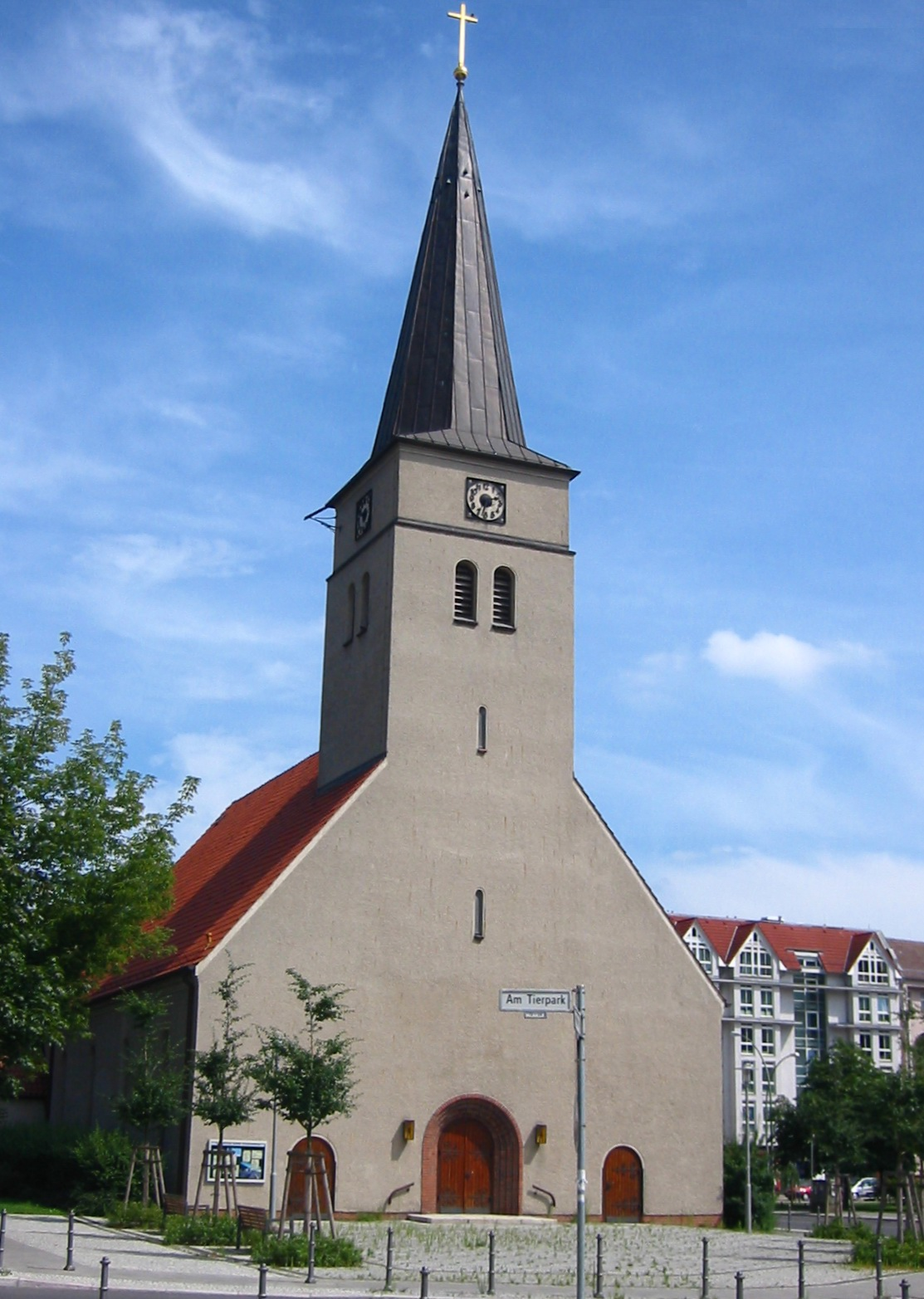
Dorfkirche Friedrichsfelde

Friedrichsfelde ist ein Ortsteil im Berliner Bezirk Lichtenberg. Er ist gekennzeichnet durch seine historische Bebauung im historischen Ortskern, vor allem aber durch Großwohnsiedlungen, die zwischen den 1960er und 1990er Jahren entstanden sind. Bekannt ist der Ortsteil insbesondere durch den Tierpark Berlin mit dem Schloss Friedrichsfelde.

## Geschichte
Das Dorf Rosenfelde wurde von niederdeutschen Siedlern um 1230 gegründet. Die urkundliche Erwähnung des Pfarrers Ludwig zu Rosenfelde ist 1265 der erste Nachweis des Dorfes. Die heute nicht mehr vorhandene erste Steinkirche entstand in der zweiten Hälfte des 13. Jahrhunderts. Das Landbuch Kaiser Karls IV. von 1375 wies für Rosenfelde 104 Hufen aus, davon sechs Pfarrhufen (Wedemhof). Diese ganz ungewöhnliche Größe umfasst etwa die doppelte Zahl von Hufen, wie sie auf dem Barnim für planmäßig angelegte deutsche Dörfer durchschnittlich üblich waren. 
Die Feldmark von Rosenfelde umfasste vom Mittelalter bis in die Neuzeit die heutigen Ortsteile Friedrichsfelde und Karlshorst vollständig, den südwestlichen Teil von Marzahn, sowie kleine Teile von Rummelsburg und Lichtenberg. Im Nordosten lagen mit den Schragen und der Hasenheide zwei kleine Waldgebiete und im Süden ausgedehnte Wiesen, die bis an die Wuhlheide reichten, welche zu den Köpenicker Forsten gehörte.
Rosenfelde wurde 1699 nach dem Kurfürsten Friedrich III. in Friedrichsfelde umbenannt.
Der Bereich um den ehemaligen Anger bildet den historischen Dorfkern.
Die Colonie Friedrichsfelde an der Frankfurter Chaussee (heute: Straße Alt-Friedrichsfelde) wurde bevorzugter Wohnort für Handwerker.
Der kurbrandenburgische Generalmarinedirektor Benjamin Raule erwarb Ende des 17. Jahrhunderts Rosenfelde und errichtete dort an der Straße nach Köpenick ein Lusthaus, das spätere Schloss Friedrichsfelde. Im Jahr 1717 wurde der Besitz an Markgraf Albrecht Friedrich von Brandenburg-Schwedt, einen Onkel des „Soldatenkönigs“, übereignet, der das ursprüngliche Schloss erweitern ließ. Nach seinem Tod 1731 erbte sein Sohn Carl das Schloss. Schließlich ging das Anwesen auf seinen Vetter Prinz Ferdinand von Preußen, den jüngsten Bruder des „Alten Fritz“, über. Vier seiner Kinder, unter anderem sein Sohn Louis Ferdinand Prinz von Preußen, wurden dort geboren. 1896 wurde der Gutsbezirk Friedrichsfelde des Sigismund von Treskow mit der Kolonie Karlshorst (damals: Carlshorst) in die Gemeinde Friedrichsfelde eingegliedert. Karlshorst entwickelte sich danach zu einer Landhauskolonie.
Im Jahr 1920 wurde die Gemeinde Friedrichsfelde aus dem brandenburgischen Kreis Niederbarnim in Groß-Berlin eingegliedert. Im Jahr 1945 war Friedrichsfelde zeitweilig Sitz der Berliner Kommandantur der Roten Armee (Alt-Friedrichsfelde/Rosenfelder Straße). An der Kreuzung Am Tierpark/Alfred-Kowalke-Straße erinnert ein Gedenkstein an Nikolai Bersarin, den ersten Berliner Stadtkommandanten im Jahr 1945, der dort bei einem Motorradunfall tödlich verunglückte. Die Gruppe Ulbricht hatte nach ihrer Rückkehr aus der Sowjetunion von Mai bis Juli 1945 ihren Sitz in der Einbecker Straße 41. Sie unterstützte die sowjetischen Behörden bei der Neuorganisation des öffentlichen Lebens und der Verwaltung Berlins und bereitete die Gründung von Parteien, Gewerkschaften und Organisationen in der sowjetischen Besatzungszone vor.
Der 1881 eingerichtete Zentralfriedhof Friedrichsfelde mit der Gedenkstätte der Sozialisten wurde nach dem Zweiten Weltkrieg dem Ortsteil Lichtenberg zugeordnet. 1979 trat Friedrichsfelde sein östlich der Rhinstraße und nördlich der Ostbahn  (Bahnstrecke Berlin–Kostrzyn) gelegenes Gebiet rund um den S-Bahnhof Springpfuhl an den neuen Bezirk Marzahn ab.
Politische Geschichte schrieb der seit 1984 in der Kirchgemeinde Friedrichsfelde arbeitende Friedenskreis. Er gehörte zu den aktivsten Ost-Berliner Widerstandsgruppen gegen die SED-Herrschaft.

## Bebauung

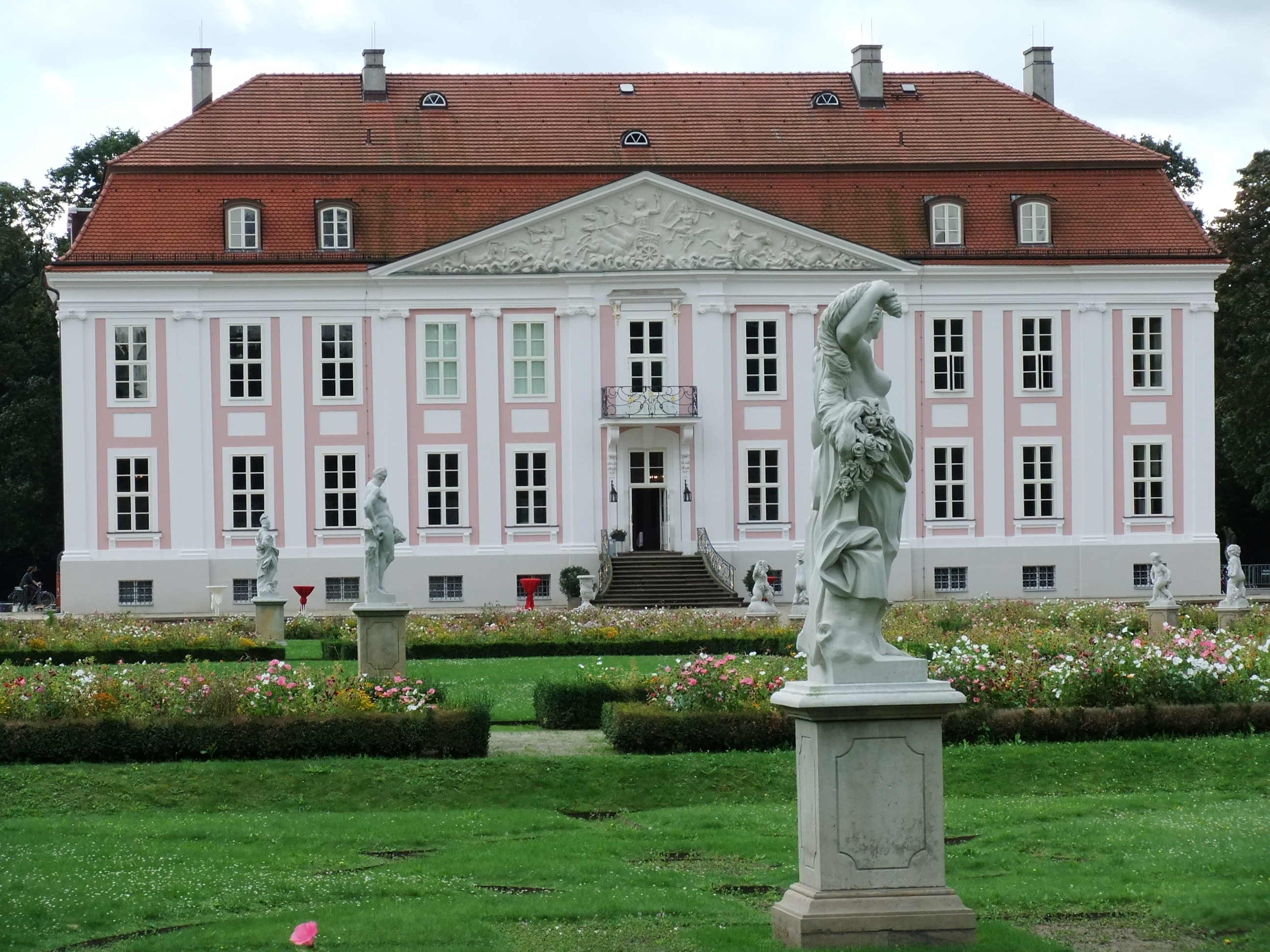
Schloss Friedrichsfelde

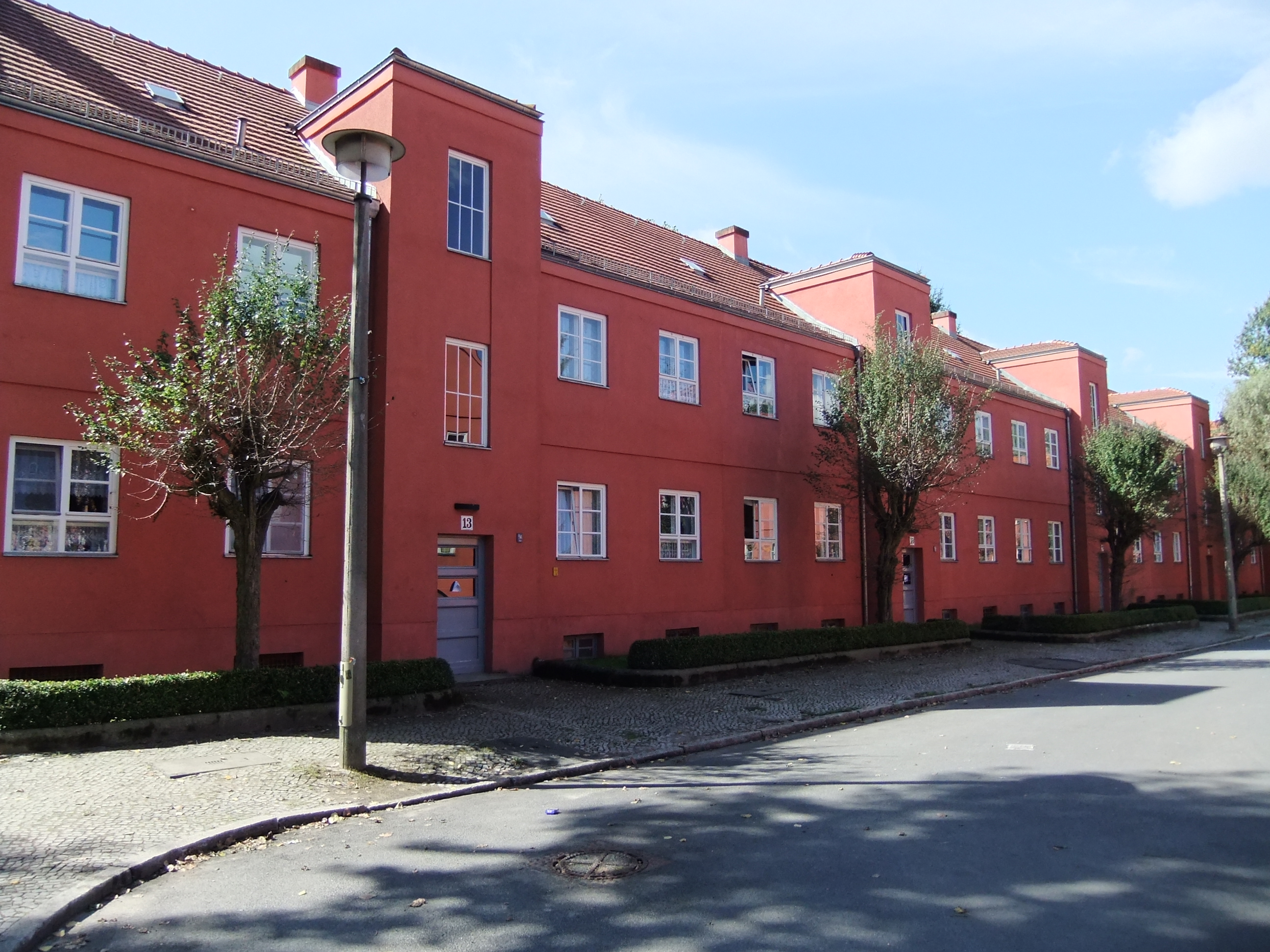
Splanemann-Siedlung

Der Ortsteil ist geprägt von vielgeschossigen Neubauten. Die nördliche Begrenzung wird von der Bahntrasse der Ostbahn mit dem S-Bahnhof Friedrichsfelde Ost gebildet, im Osten in Richtung Biesdorf (Berliner Außenring) und Süden in Richtung Karlshorst (VnK-Strecke) begrenzen ebenfalls Bahndämme den Ortsteil. Im Westen schließt sich der Ortsteil Rummelsburg an.

### Historische Bauten
Entlang der Straße Alt-Friedrichsfelde, aber vor allem im historischen Ortskern von Friedrichsfelde sind einige historische Wohngebäude aus dem 19. Jahrhundert erhalten, die inzwischen unter Denkmalschutz stehen. Hierzu zählt auch die Dorfkirche Friedrichsfelde. In der Kurzen Straße steht die katholische Kirche Zum Guten Hirten. Im südöstlichen Teil liegt der im früheren Schlosspark eingerichtete und 1955 eröffnete Tierpark Berlin mit dem Schloss Friedrichsfelde.

### Wohnhochhäuser und Bürobauten
Die überwiegende Anzahl der Wohngebäude bilden sechs- bis etwa zwanziggeschossige Plattenbauten, für die zwischen den 1960er und 1990er Jahren neue Flächen erschlossen wurden, und ein gänzlich neues Straßennetz entstand. Das damalige Hans-Loch-Viertel beiderseits der Sewanstraße war die erste Neubau-Großsiedlung Ost-Berlins nach dem Zweiten Weltkrieg.
Unmittelbar nördlich des Tierparks befindet sich das Gelände des Bildungs- und Verwaltungszentrums, ein großer Verwaltungskomplex, in dem Standorte des Amtes für Statistik Berlin-Brandenburg und der Hochschule für Wirtschaft und Recht Berlin untergebracht sind. Es entstand aus einem in der DDR-Zeit 1984 bebauten und abgeschotteten Gelände, auf dem die Bezirksverwaltung Berlin des Ministeriums für Staatssicherheit ihren Sitz hatte.

### Splanemann-Siedlung
An der südlichen Grenze des Ortsteils befindet sich die Splanemann-Siedlung. Sie wurde zwischen 1926 und 1930 als erste Plattenbausiedlung Deutschlands nach einem Entwurf des Architekten Wilhelm Primke und auf Veranlassung des damaligen Berliner Stadtbaurats Martin Wagner errichtet. In den zwei- und dreigeschossigen Häusern entstanden ursprünglich 138 Wohnungen, von denen im Zweiten Weltkrieg ein Teil zerstört wurde.
Sie wurde zunächst Kriegerheimsiedlung nach der Haupterschließungsstraße, der Kriegerheimstraße, genannt. Ihren heutigen Namen trägt die Siedlung seit 1951, nachdem die Kriegerheimstraße in Splanemannstraße umbenannt wurde. Namensgeber ist der Widerstandskämpfer Herbert Splanemann.

## Bevölkerung
| Jahr | Einwohner |
| ---- | --------- |
| 1858 | 001.567 1 |
| 1871 | 002.170 2 |
| 1885 | 003.755 3 |
| 1890 | 05.563    |
| 1900 | 09.632    |
| 1910 | 19.785    |
| 1919 | 24.404    |
| 1925 | 27.116    |
| 1939 | 50.804    |
| 1946 | 021.871 4 |
| 1950 | 21.759    |
| 1963 | 21.424    |

| Jahr | Einwohner |
| ---- | --------- |
| 2007 | 49.972    |
| 2010 | 48.762    |
| 2015 | 50.927    |
| 2020 | 55.423    |
| 2021 | 56.397    |
| 2022 | 57.195    |
| 2023 | 57.706    |
| 2024 | 58.098    |

Quelle ab 2007: Statistischer Bericht A I 5. Einwohnerregisterstatistik Berlin. Bestand – Grunddaten. 31. Dezember. Amt für Statistik Berlin-Brandenburg (jeweilige Jahre)

## Verkehr

### Individualverkehr

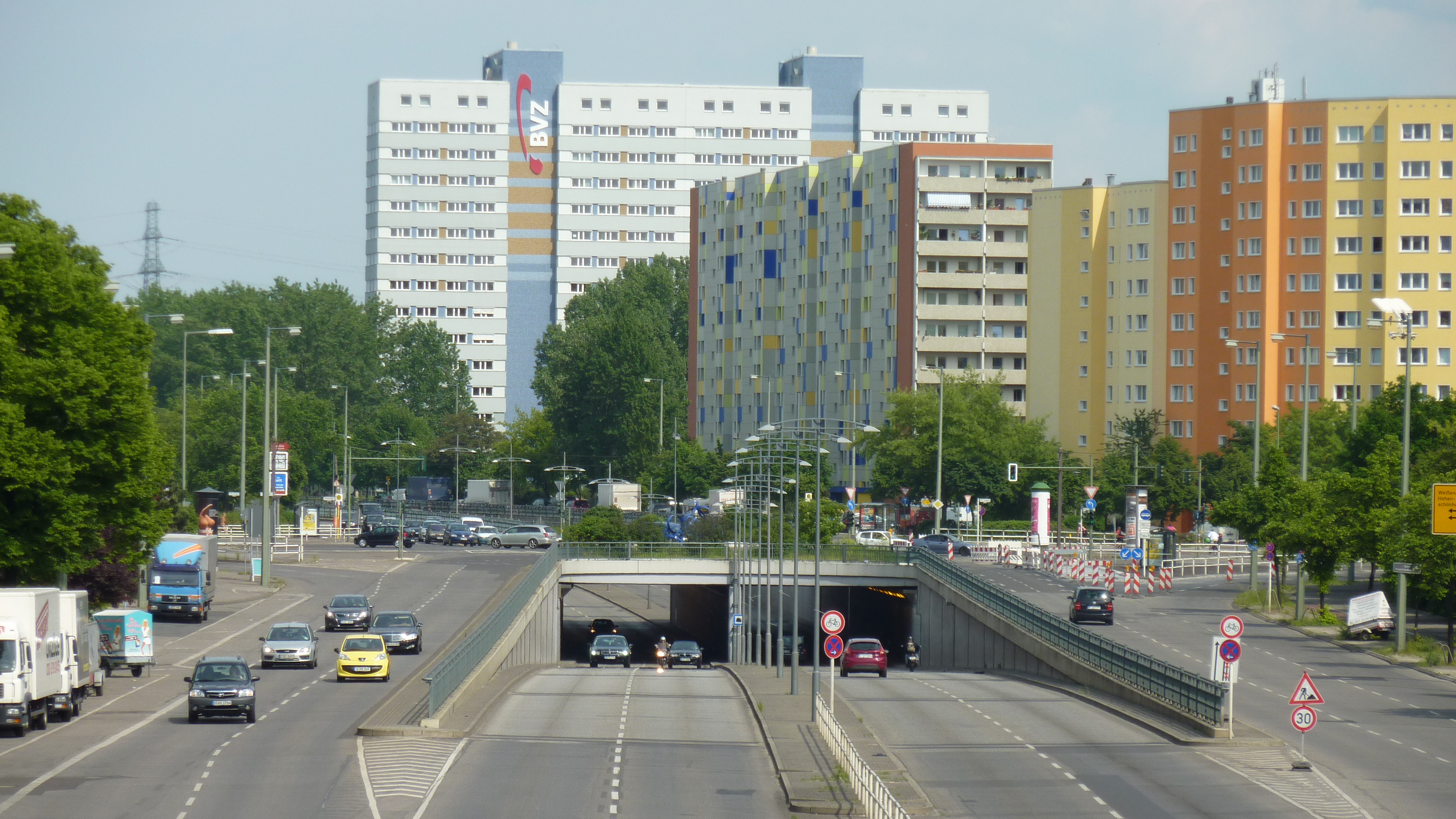
Kreuzung Rhinstraße / Alt-Friedrichsfelde / Am Tierpark

Eine der am meisten befahrenen Kreuzungen Berlins befindet sich in Friedrichsfelde. Zum einen führt in West-Ost-Richtung die Straße Alt-Friedrichsfelde (1976–1992: Straße der Befreiung) als Teil der – auf gemeinsamer Trasse geführten – Bundesstraßen B 1 und B 5 vom Stadtzentrum ins östliche Berliner Umland. Sie unterquert in einem 1979 eröffneten Autotunnel die in Nord-Süd-Richtung verlaufende Trasse der Rhinstraße und der Straße Am Tierpark.
Dieser Nord-Süd-Straßenzug ist ein Teilabschnitt der Tangentialverbindung, die mehrere östliche Berliner Ortsteile von Alt-Hohenschönhausen im Norden bis Niederschöneweide im Süden untereinander verbindet. Die Hauptverkehrsachse des Sewanviertels ist die Sewanstraße (1961–1992: Hans-Loch-Straße). Sie ist gleichzeitig die Verbindung zum benachbarten Ortsteil Rummelsburg.

### Öffentlicher Personennahverkehr

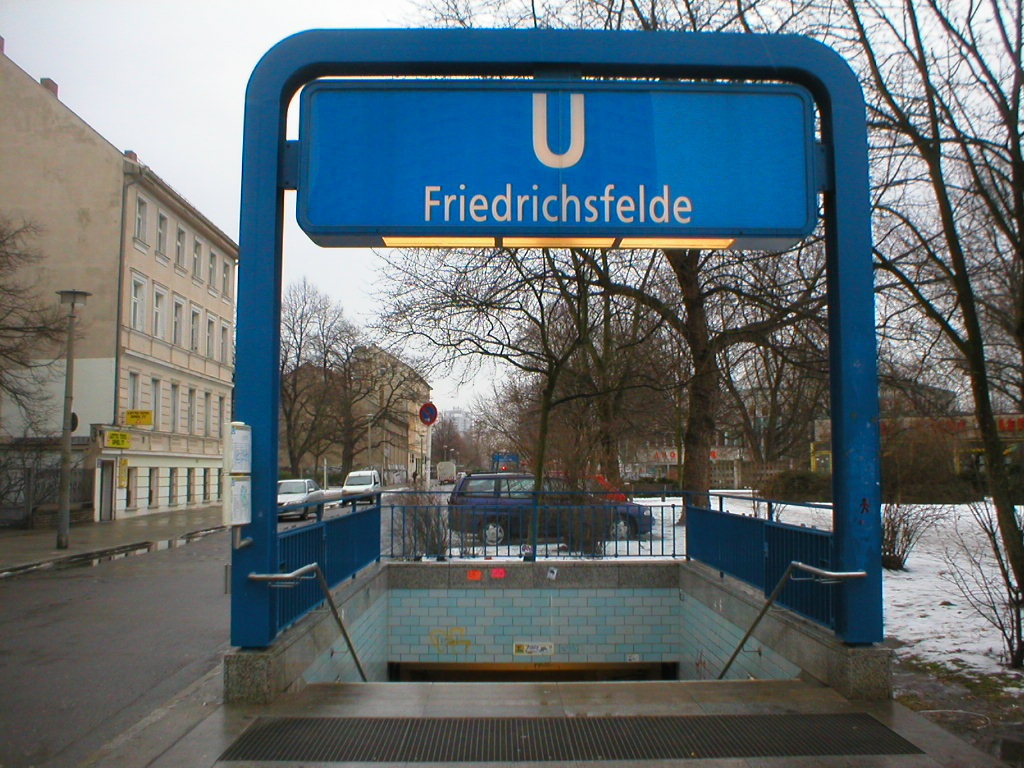
Eingangsportal des U-Bahnhofs Friedrichsfelde

Der Ortsteil ist über zwei Bahnhöfe der S-Bahn (Friedrichsfelde Ost an den Linien S5, S7 und S75 und Betriebsbahnhof Rummelsburg an der S3) sowie zwei Bahnhöfe der U-Bahn (Friedrichsfelde und Tierpark an der Linie U5) an das Berliner Schnellbahnnetz angeschlossen. Die Bahnhöfe dienen gleichzeitig als Umsteigepunkte zu mehreren Straßenbahn- und Buslinien, die den Ortsteil erschließen.
Von 1930 bis 1973 war Friedrichsfelde Endstation der heutigen U-Bahn-Linie U5 (damals: Linie E). Die Betriebswerkstatt Friedrichsfelde wartet die Fahrzeuge der Großprofil-Linien U5, U8 und U9 der Berliner U-Bahn.
Seit Dezember 1900 ist Friedrichsfelde an das Berliner Straßenbahnnetz angeschlossen. Entlang der Rhinstraße und der Straße Am Tierpark führt die Straßenbahnstrecke zwischen Neu-Hohenschönhausen und Niederschöneweide. Sie wird von den Linien M17, 27 und 37 bedient.

## Schulen
- Adam-Ries-Grundschule, Alt-Friedrichsfelde 66
- Bernhard-Grzimek-Schule (Grundschule), Sewanstraße 184
- Bürgermeister-Ziethen-Schule (Grundschule), Massower Straße 39
- Evangelische Schule Lichtenberg (Grundschule), Rummelsburger Straße 3
- Friedrichsfelder Schule (Grundschule), Lincolnstraße 67
- Schmetterlings-Grundschule, Dolgenseestraße 60
- 35. Schule (Grundschule), Sewanstraße 41
- Paul-und-Charlotte-Kniese-Schule (Förderschule), Erich-Kurz-Straße 6–10
- Alexander-Puschkin-Schule (Integrierte Sekundarschule), Massower Straße 37
- Schule am Tierpark (Integrierte Sekundarschule), Sewanstraße 223

## Persönlichkeiten

### Söhne und Töchter von Friedrichsfelde

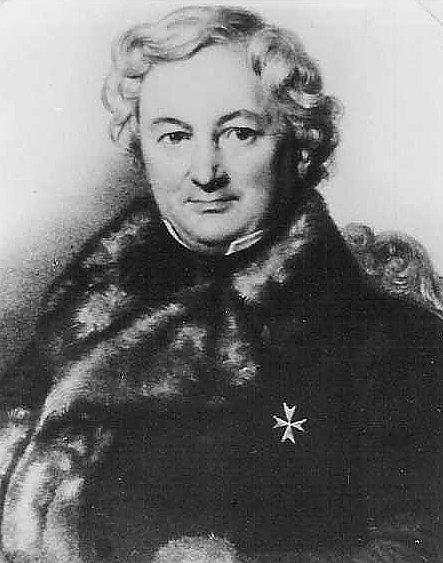
Carl von Treskow

- Louis Ferdinand von Preußen (1772–1806), preußischer General
- Prinz August von Preußen (1779–1843), preußischer General
- Julius von Treskow (1818–1894), preußischer Politiker
- Carl von Treskow (1819–1882), preußischer Politiker, Gutsherr auf Friedrichsfelde
- Sigismund von Treskow (1864–1945), preußischer Politiker, Gutsherr auf Friedrichsfelde
- Hermann Müller (1873 – nach 1927), Politiker (SPD)
- Felix Tucholla (1899–1943), Widerstandskämpfer gegen den Nationalsozialismus
- Frieda Müller (1907–1999), Politikerin (DBD)
- Günter Riesebrodt (1911–1989), Politiker (CDU)
- Wendelin Niedlich (1927–2022), Buchhändler und Galerist
- Alexandra Finder (* 1977), Schauspielerin

### Mit Friedrichsfelde verbundene Persönlichkeiten

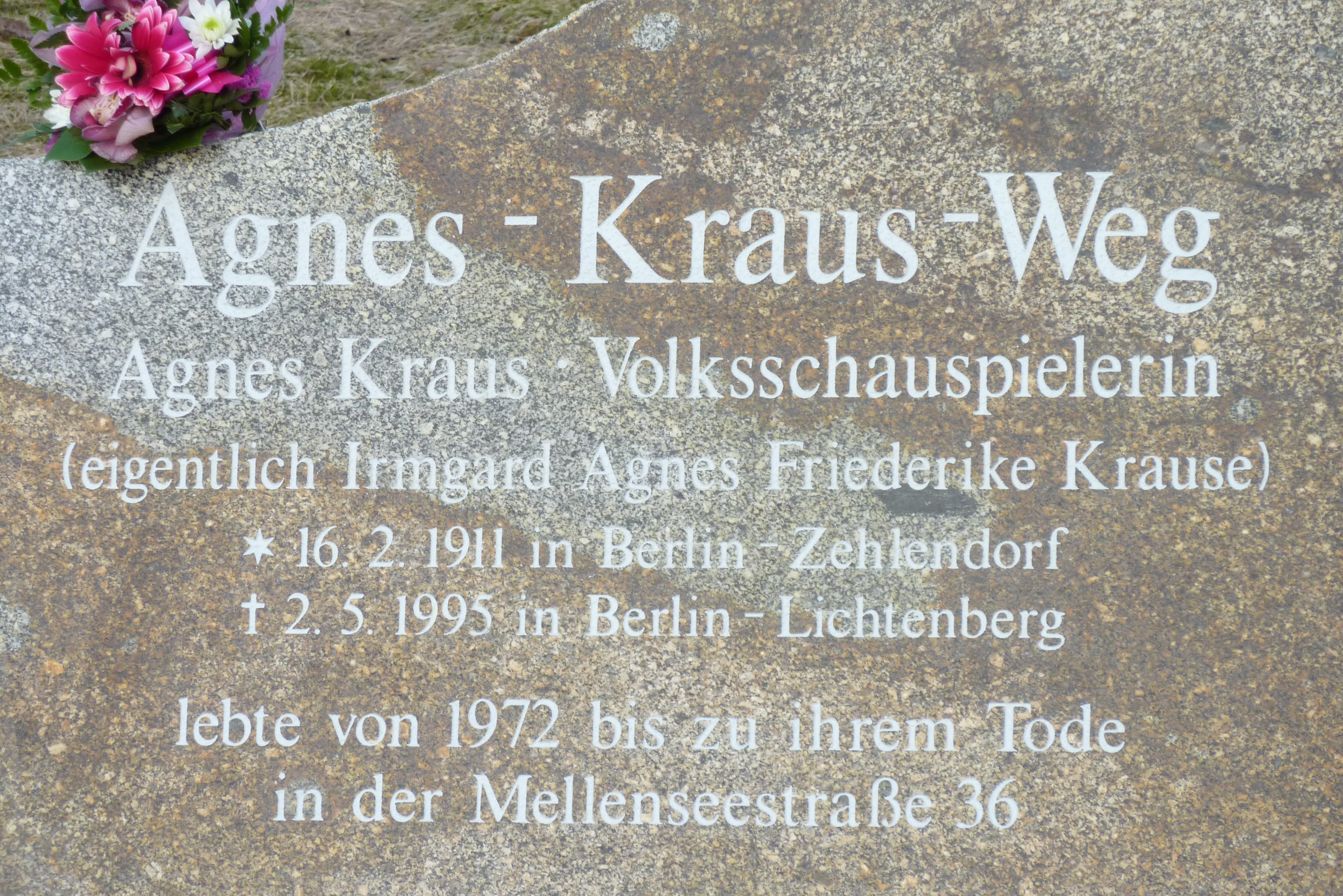
Gedenkstein am Agnes-Kraus-Weg

- Benjamin Raule (1634–1707), kurbrandenburgischer Generalmarinedirektor, lebte im Schloss Friedrichsfelde
- Albrecht Friedrich von Brandenburg-Schwedt (1672–1731), kurbrandenburgischer Generalleutnant, im Schloss Friedrichsfelde gestorben
- August Ferdinand von Preußen (1730–1813), preußischer General, lebte im Schloss Friedrichsfelde
- Georg Ludwig Spalding (1762–1811), Philologe, Besitzer eines Landguts in Friedrichsfelde
- Carl von Treskow (1787–1846), Landwirtschaftsreformer, Gutsbesitzer von Friedrichsfelde
- Erwin Anton Gutkind (1886–1968), Architekt der Wohnanlage Sonnenhof
- Nikolai Bersarin (1904–1945), Berliner Stadtkommandant 1945 mit Sitz in Friedrichsfelde
- Kurt Roßberg (1906–1991), Journalist, Widerstandskämpfer gegen den Nationalsozialismus, lebte im Hans-Loch-Viertel
- Heinrich Dathe (1910–1991), erster Direktor des Tierparks Berlin
- Agnes Kraus (1911–1995), Schauspielerin, lebte in der Mellenseestraße 36[15]
- Herbert Splanemann (1912–1945), Widerstandskämpfer gegen den Nationalsozialismus, lebte in der Marie-Curie-Allee 112
- Herbert Ziergiebel (1922–1988), Schriftsteller, lebte in der Schwarzmeerstraße 50[16]
- Heiner Müller (1929–1995), Schriftsteller, lebte 1979–1993 in der Erich-Kurz-Straße 9[17]
- Peter Oehme (* 1937), Direktor des Instituts für Wirkstofforschung in der Alfred-Kowalke-Straße